# Koorchaloma galateae
Koorchaloma galateae är en svampart som beskrevs av Kohlm. & Volkm.-Kohlm. 2001. Koorchaloma galateae ingår i släktet Koorchaloma, klassen Sordariomycetes, divisionen sporsäcksvampar och riket svampar.   Inga underarter finns listade i Catalogue of Life.